# NGC 6544
NGC 6544 è un piccolo ammasso globulare visibile nella costellazione del Sagittario.

## Osservazione

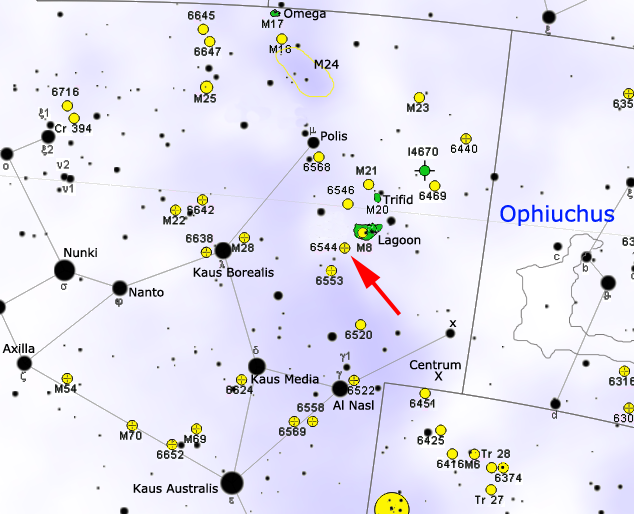
Mappa per individuare NGC 6544.

Si individua nella parte occidentale della costellazione, sul bordo di un ricco campo stellare; la sua posizione è facilmente recuperabile in quanto si trova a soli 50' in direzione sudest rispetto alla celebre Nebulosa Laguna. Può essere notato anche con un binocolo 10x50 come una piccola macchia chiara simile a una stella nebbiosa; con un telescopio da 120mm e ingrandimenti attorno ai 100x è possibile notare qualche minuta stellina, ma nel complesso l'ammasso risulta pressoché irrisolvibile. Strumenti dai 200mm in su e ingrandimenti più spinti permettono di risolvere diverse decine di deboli componenti.
A causa della sua declinazione piuttosto meridionale, quest'ammasso può essere osservato principalmente da osservatori situati nell'emisfero australe della Terra, sebbene sia comunque osservabile discretamente anche fino alle latitudini temperate medie. Il periodo migliore per la sua osservazione nel cielo serale è quello compreso fra giugno e ottobre.

## Storia delle osservazioni
NGC 6544 è stato osservato per la prima volta da William Herschel nel 1784, che lo osservò attraverso il suo riflettore da 18,4 pollici; lo descrisse come un oggetto piuttosto luminoso e grande, di forma circolare e risolvibile in stelle; nel New General Catalogue si fornisce una descrizione simile, rimarcandone la sua risolvibilità.

## Caratteristiche
NGC 6544 è un ammasso globulare di densità media, stimata di valore 5 su una scala compresa fra 1 e 12; la sua distanza è stimata sui 2900 parsec (9450 anni luce) dal Sole, che nella sua posizione corrisponde a una distanza di 6100 parsec dal centro della Via Lattea e di soli 100 parsec dal piano galattico, al punto da essere uno degli ammassi globulari più vicini al piano galattico conosciuti. Le sue dimensioni angolari ridotte, pari a poco meno di 4' per il corpo principale dell'ammasso e corrispondenti ad appena 3,2 parsec, lo rendono anche uno degli ammassi globulari più piccoli conosciuti.
Nel 1999 è stata scoperta all'interno dell'ammasso una pulsar in un sistema binario di tipo millisecondo, catalogata come PSR J1807-2459; Sono note poche stelle variabili facenti parte di quest'ammasso; uno studio del 1993 incentrato sulla regione attorno a NGC 6544 ha permesso di individuare alcune stelle variabili, delle quali solo per una è accertata l'appartenenza all'ammasso: si tratta di una variabile RR Lyrae con un periodo di 0,57 giorni.